# Домналл мак Доннхада Миди

Ирландия в VIII — первой трети IX века

Домналл мак Доннхада Миди (др.‑ирл. Domnall mac Donnchada Midi; убит в 799) — король Миде (797—799).

## Биография
Домналл был одним из младших сыновей Доннхада Миди. Его отец правил ирландским кланом Кланн Холмайн, в 766—797 годах занимал престол королевства Миде, а с 771 или 778 года и до своей смерти владел титулом верховный король Ирландии. После смерти Доннхада 6 февраля 797 года Домналл сам получил власть над Кланн Холмайн и Миде, в то время как престол Тары перешёл к Аэду Посвящённому, королю Айлеха из конкурировавшего с семьёй Доманалла рода Кенел Эогайн.
Правление Домналла пришлось на время упадка влияния королей Миде на события в Ирландии. Это процесс начался ещё при жизни отца нового короля, Доннхада Миди, который уже в 795 году не смог воспрепятствовать убийству своего зятя, правителя Лейнстера Брана Ардхенна, и его жены Этне.
В первый же год своего правления Домналл мак Доннхада Миди был вынужден вести войну с Аэдом Посвящённым. В ходе этого конфликта правитель Айлеха вторгся во владения Домналла и в сражении при Драмри (др.‑ирл. Druim Ríg) нанёс тяжёлое поражение войску мидцев. Среди погибших в битве были и два дяди Домналла, Финнехта и Диармайт Одар. Опустошив Миде, Аэд возвратился в своё королевство. Именно с этими событиями ирландские анналы связывали начало правления короля Айлеха как верховного правителя Ирландии. После поражения при Драмри короли Миде из Кланн Холмайн в течение нескольких лет были вынуждены ограничивать свою деятельность только мерами по сохранению власти над своими родовыми землями, расположенными в окрестностях Уснеха.
О дальнейшем правлении Домналла ничего неизвестно до самой его смерти в 799 году. Анналы сообщают, что в этом году дядя короля, Муйредах мак Домнайлл Миди, нанёс при Феноре (др.‑ирл. Finnobair) поражение восставшему септу Кенел Кайрпри из подчинённого правителям Миде суб-королевства Тетба и убил его правителей. «Анналы Ульстера» датируют это сражение временем ранее смерти короля Домналла, на основании чего было сделано предположение, что Муйредах действовал в интересах своего племянника. Однако «Анналы четырёх мастеров» описывают эту битву уже после сообщения о гибели Домналла и, таким образом, это событие могло относиться уже к правлению преемника убитого монарха.
Этим же 799 годом анналы датируют и смерть короля Домналла мак Доннхада Миди, сообщая, что он был убит своими родственниками. Предполагается, что убийцами были его собственные братья, Айлиль и Конхобар. Новым правителем Кланн Холмайн и королём Миде стал дядя убитого монарха, Муйредах мак Домнайлл Миди.